# Aleiodes platypterygis
Aleiodes platypterygis är en stekelart som först beskrevs av William Harris Ashmead 1889.  Aleiodes platypterygis ingår i släktet Aleiodes och familjen bracksteklar. Inga underarter finns listade i Catalogue of Life.